# Vägförvaltningen
Vägförvaltningen (fi. Tiehallinto) handhade mellan 2001 och 2009 den statliga vägadministrationen i Finland och styrdes av Kommunikationsministeriet. Vägförvaltningen ansvarade för vägarnas underhåll samt byggandet och planerandet av nya landsvägar. Vägförvaltningen uppstod då Vägverket delades i två delar: Vägförvaltningen som skötte om administrationen och Vägaffärsverket som fungerar som ett privat bolag inom vägbyggande och vägunderhåll. 1 januari 2010 överfördes Vägförvaltningens centrala funktioner till Trafikledsverket, medan vägdistrikten överfördes till närings-, trafik- och miljöcentralerna.
Vägförvaltningen ansvarade för 78 000 km vägar varav 13 000 km huvudvägar, 650 km motorvägar och 4 700 km lättrafikleder samt 14 000 broar. 

## Historik
Vägförvaltningen har sitt ursprung i den 1799 inrättade, 1808 upplösta och 1816 återupprättade finländska 
Strömrensningsdirektionen, vilken 1860 omorganiserades till Överstyrelsen för väg- och vattenbyggnaderna. Denna handhade ärenden angående anläggningen av järnvägar samt anläggningen och underhållet av kanaler, broar, hamnar, vägar m. m. liksom angående strömrensning, sjöfällning, uttappning av kärr och mossar o.s.v. Den leddes av en överdirektör. Dessutom fanns en särskild avdelning för statens järnvägsbyggnad (och från 1907 en hydrografisk byrå).
År 1925 omorganiserades Överstyrelsen för väg- och vattenbyggnaderna till Väg- och vattenbyggnadsstyrelsen, varigenom avdelningen för järnvägsbyggnader överfördes till Järnvägsstyrelsen. Väg- och vattenbyggnadsstyrelsen leddes av en generaldirektör.
Väg- och vattenbyggnadsstyrelsen blev Väg- och vattenbyggnadsverket (VVV) 1964, Vägverket 1990 och slutligen Vägförvaltningen 2001.